# U 211
U 211 war ein U-Boot vom Typ VII C, das im Zweiten Weltkrieg von der deutschen Kriegsmarine eingesetzt wurde.
U 211 wurde in der Germaniawerft in Kiel gebaut und am 7. März 1942 in Dienst gestellt. Unter seinem einzigen Kommandanten, Kapitänleutnant Karl Hause absolvierte es von Frankreich, zumeist Brest aus operierend insgesamt fünf Unternehmungen im Atlantik. Es versenkte zwei Schiffe mit insgesamt 12.587 BRT und beschädigte zwei weitere. Am 19. November 1943 wurde das Boot bei einem Angriff auf einen Geleitzug östlich der Azoren von einer britischen Vickers Wellington versenkt (Lage).

## Flottillen
- 5. Unterseebootflottille (Ausbildungsflottille)
- 9. Unterseebootflottille (Frontflottille)